# The Ultimate Sin
The Ultimate Sin ist das vierte Studioalbum des Musikers Ozzy Osbourne. Es wurde am 22. Februar 1986 veröffentlicht. Am 22. August 1995 erschien es in einer remasterten Version erneut. Es ist das einzige Ozzy-Osbourne-Album mit Bassist Phil Soussan. Es war mit Platz sechs in den Billboard 200 das bis dahin am höchsten notierte Ozzy-Osbourne-Album, es erreichte Doppelplatin in den USA.

## Entstehung und Stil
The Ultimate Sin wurde von Ron Nevison produziert. Die Platte wird als etwas „glatter und geschliffener“ als frühere Platten Osbournes beschrieben, dem zeitgenössischen Trend zu mehr radioorientierter Rockmusik entsprechend. Später im Jahr 1986 wurde Ozzy Osbourne angeklagt, mit seinem Lied Suicide Solution von Blizzard of Ozz Selbstmordabsichten von Teenagern zu ermutigen. Osbourne verteidigte sich, das Lied sei auf Alkoholmissbrauch bezogen. Das Verfahren wurde später eingestellt. Dies tat dem Verkaufserfolg von The Ultimate Sin, von der erfolgreichen Singleauskopplung Shot in the Dark begünstigt, aber keinen Abbruch. Das Lied Never Know Why kritisiert das Parents Music Resource Center, Thank God for the Bomb thematisiert in ironischer Weise die damalige Situation angesichts des nuklearen Wettrüstens.

## Rezeption
Ebenso wenig beeinflusste die teilweise harsche Kritik die Verkaufszahlen. Von einigen Kritikern wurde es damals als bis dato „schlechtestes Studioalbum“ Osbournes bezeichnet. Im deutschen Magazin Rock Hard fiel die Kritik moderat aus. Frank Trojan nannte das Album weniger kommerziell als befürchtet, das Songmaterial sage ihm aber „nicht uneingeschränkt“ zu, da es zum Teil „zu eintönig“ sei. Er vergab acht von zehn Punkten.
Steve Huey von Allmusic beschrieb die Darbietungen als „flach und uninspiriert“, „einige gute Momente“ gebe es zwar, doch die Platte komme insgesamt nicht über die Mittelmäßigkeit hinaus. Er vergab zwei von fünf Sternen. Im Rolling Stone fand Tim Holmes zu einer positiveren Beurteilung. Er stellte die Aufmachung der Verpackung als „ersatz-satanische Cartoons“ heraus sowie die provokativen und den „Generationenkonflikt“ enthaltenden Texte, die die „Kids“ zur Identifikation bräuchten: „That’s why they rock.“

## Titelliste

### Original-LP

#### Seite eins
1. The Ultimate Sin – 3:45
2. Secret Loser – 4:08
3. Never Know Why – 4:27
4. Thank God for the Bomb – 3:53
5. Never – 4:17

#### Seite zwei
1. Lightning Strikes – 5:16
2. Killer of Giants – 5:41
3. Fool Like You – 5:18
4. Shot in the Dark – 4:28 (Osbourne, Phil Soussan)

### CD-Ausgabe
1. The Ultimate Sin – 3:45
2. Secret Loser – 4:08
3. Never Know Why – 4:27
4. Thank God for the Bomb – 3:53
5. Never – 4:17
6. Lightning Strikes – 5:16
7. Killer of Giants – 5:41
8. Fool Like You – 5:18
9. Shot in the Dark – 4:16 (Osbourne, Phil Soussan)

- Auf der CD-Wiederveröffentlichung wurde eine um einen Teil der zweiten Strophe gekürzte Version von Shot in the Dark verwendet.

Alle Lieder wurden von Ozzy Osbourne, Jake E. Lee und Bob Daisley geschrieben, außer wo anders angegeben.